# Prosek (Prag)
Prosek (deutsch Prossek) ist eine Katastralgemeinde der tschechischen Hauptstadt Prag. Sie gehört zum Bezirk Prag 9. Einen großen Teil der Fläche nimmt die ab den 1960er-Jahren errichtete Großwohnsiedlung Prosek ein, die sich auch in das angrenzende Gebiet von Střížkov erstreckt und an deren Rand sich eine Poliklinik befindet. Der alte Ortskern stellt heute nur mehr einen unwesentlichen Anteil der Einwohner von Prosek dar.
Das Gebiet ist seit 2008 mit der Station Prosek an die Metrolinie C angeschlossen.

## Geschichte
In der Chronik des Václav Hájek z Libočan die Einweihung der Kirche in Prosek auf das Jahr 970 datiert, diese Aussage kann aber nicht überprüft werden. Die dreischiffige romanische Bau stammt aus dem 11. Jahrhundert, der 1470 gotisiert wurde. Bis ins 17. Jahrhundert gehörte Prosek der Prager Altstadt, danach ging es in den Besitz der Herrschaft Libeň über. Im bis dahin dünn besiedelten Ort lassen sich Anfang des 20. Jahrhunderts Arbeiter der Industriebetriebe in Vysočany und Libeň nieder. 1922 wurde Prosek ins Prager Stadtgebiet eingemeindet. Seine heutige dichte Besiedelung erreichte Prosek erst mit der Errichtung der großen Plattenbausiedlung 1964–1971.

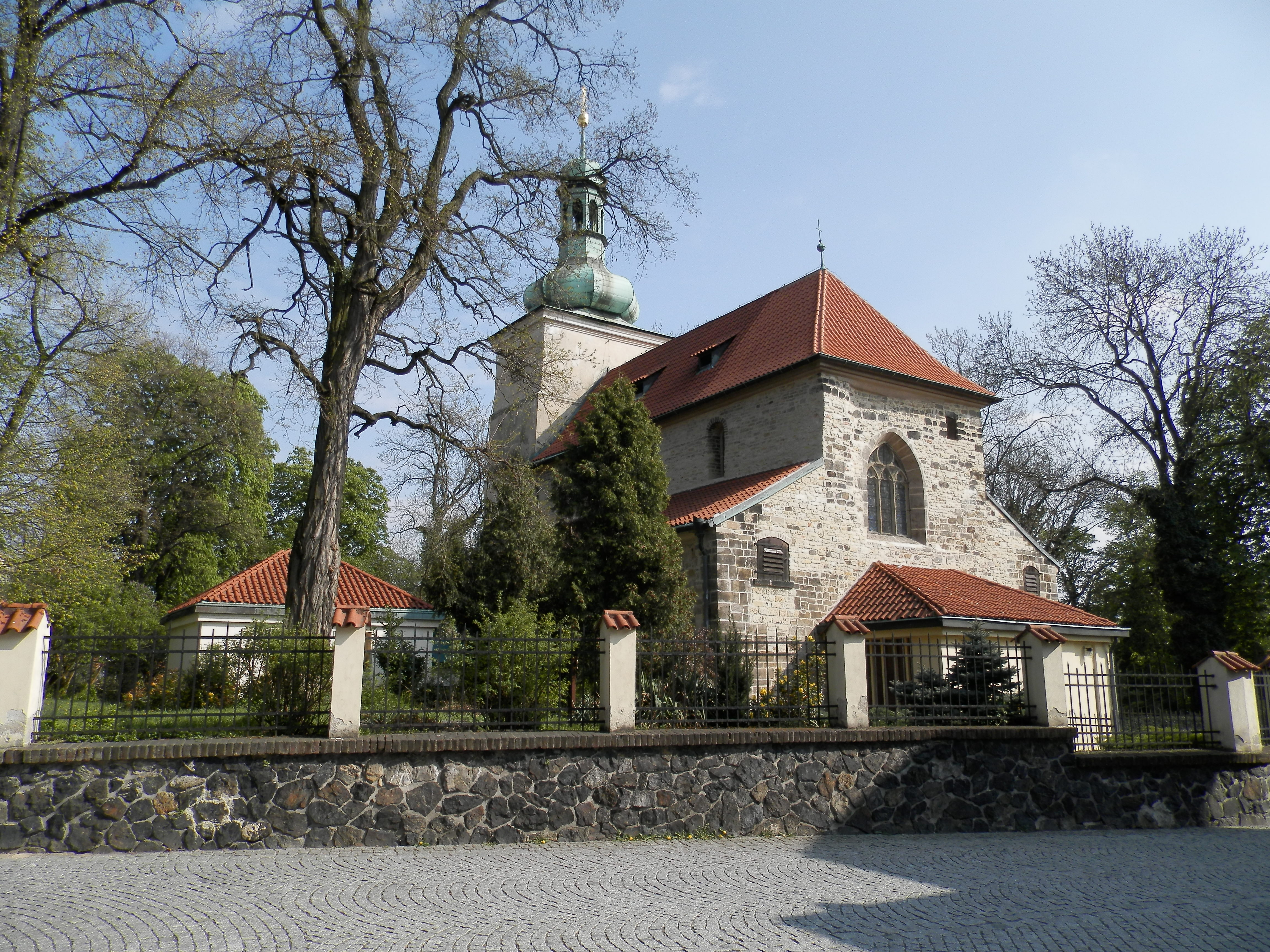
Wenzelskirche
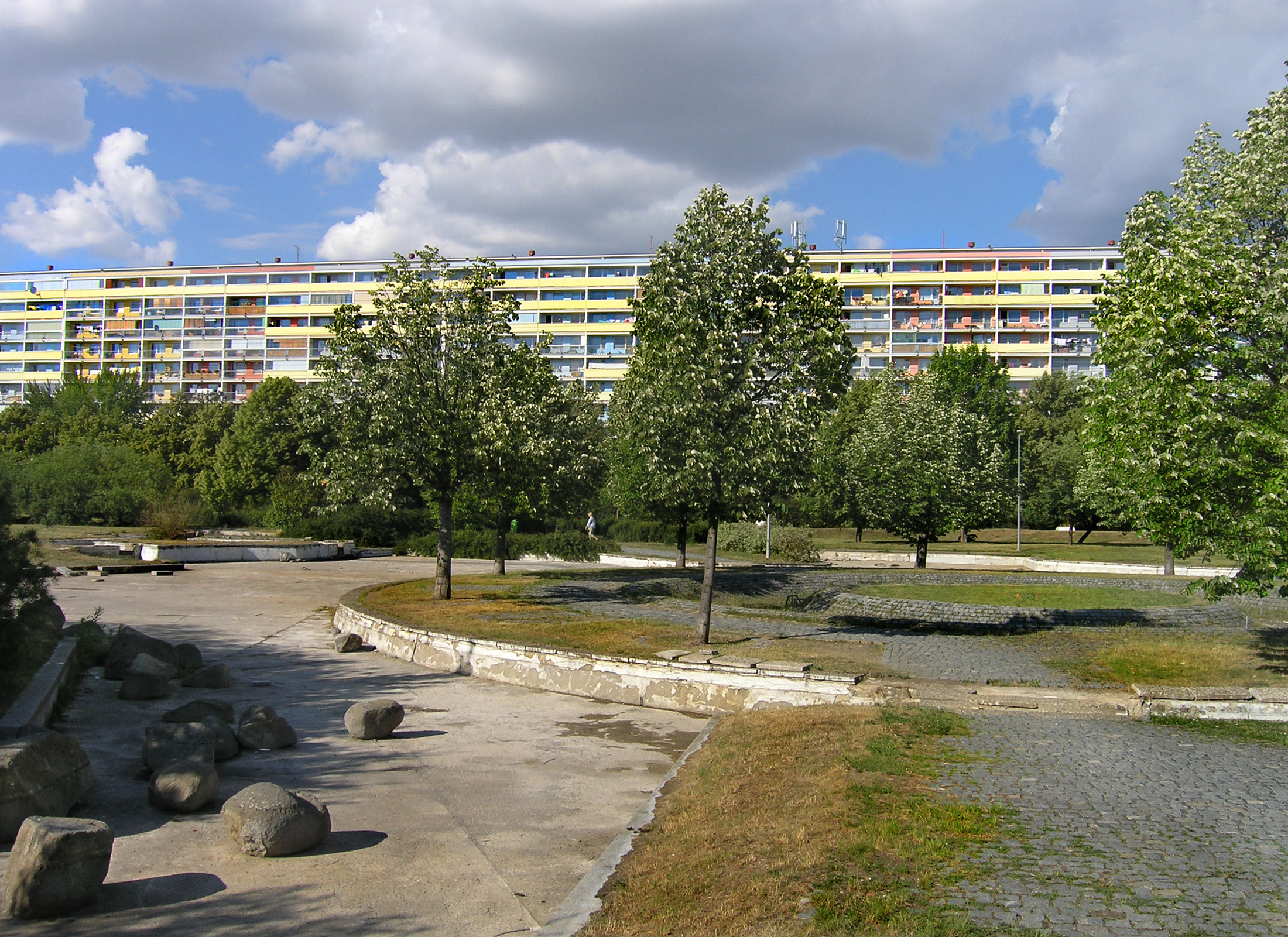
Siedlung Prosek